# Brand (Austria)
Brand è un comune austriaco di 719 abitanti nel distretto di Bludenz, nel Vorarlberg.